# Cechi di Romania
I 'cechi' di Romania (Češi in lingua ceca) sono una minoranza etnica di Romania, con una popolazione di 3.938 persone, secondo censimento 2002. La maggioranza di tale gruppo etnico vive nel sud-ovest della Romania, approssimativamente il 60% nel distretto di Caraș-Severin, e rappresentano lo 0,7% della popolazione totale romena.
Come minoranza etnica riconosciuta i cechi di Romania, assieme alla minoranza slovacca di Romania, hanno un rappresentante alla Camera Deputaților.
In lingua romena sono chiamati "pemi", termine che deriva da "boemi" o "boemieni" (Boemia).

## Località con percentuali del gruppo etnico
- Dubova (Mehedinți) - 40,70%
- Gârnic (Caraș-Severin) - 33,46%
- Coronini (Caraș-Severin) - 27,36%
- Berzasca (Caraș-Severin) - 14,24%
- Șopotu Nou (Caraș-Severin) - 10,92%
- Lăpușnicel (Caraș-Severin) - 10,75%
- Socol (Caraș-Severin) - 4,60%
- Peregu Mare (Arad) - 3,83%
- Eșelnița (Mehedinți) - 2,31%
- Orșova (Mehedinți) - 1,85%
- Clopodia (Timiș)
- Gărâna (Caraș-Severin)[1]